# Strandvoetbal
Strandvoetbal (beach soccer) is een variant van het gewone voetbal die op het strand of op los zand wordt gespeeld. Bij strandvoetbal worden veel technische trucjes gebruikt. Het zand voegt een andere dimensie toe aan de sport: lenigheid en individuele vaardigheden worden getest. Aangezien een veld van zand allesbehalve makkelijk bespeelbaar is, is de bal het grootste gedeelte van de tijd in de lucht, wat weer zorgt voor omhalen van de spelers en zweefduiken van de keepers.

## Regels
Twee ploegen van vijf spelers (vier veldspelers, één keeper) moeten proberen de bal in het doel van de tegenstander te krijgen. De bal mag met ieder deel van het lichaam gespeeld worden, met uitzondering van armen en handen. Ook moet de bal te allen tijde speelbaar blijven en mag dus niet afgeklemd worden. Deze beperkingen gelden niet voor de doelverdediger, ook wel keeper genoemd. Een wedstrijd bestaat uit drie keer 12 minuten. Een strandvoetbalveld is 28 bij 37 meter.

## Beach Soccer Nederland
In 1997 werden de eerste beachsoccerwedstrijden in Nederland gehouden die door GO! Marketing georganiseerd werden. In 2000 werd de Nederlandse Beach Soccer Bond (NBSB) opgericht en start de eredivisie. In 2005 wordt Beachsoccer door de FIFA erkend en in dat jaar erkent de KNVB ook de NBSB. Vanaf 1 januari 2014 is de Beach Soccer Bond Nederland opgericht door Maikel Schats. Met de oprichting schreef het bestuur een driejarenplan, waarin onder meer stond beschreven dat BSBN, samen met haar internationale partners, de Beach Soccer sport naar de Olympische Spelen wil brengen. Een eerste stap is inmiddels gezet. Tijdens de Europese Olympische Spelen in Baku (Azerbeidzjan) 2015 staat de Beach Soccer als demonstratiesport op het programma.

## NK-Strandvoetbal
De winnaar van het NK-Strandvoetbal 2008 was Augustin-BDU uit Tiel(2e 2007), die in de finale Thremen Supporto Overheidsdiensten, het team van Leo Koswal, versloegen.

## Wereldkampioenschap strandvoetbal
Vanaf 1995 wordt er elk jaar het wereldkampioenschap strandvoetbal georganiseerd. Tot en met 2004 was de Beach Soccer Worldwide de organisator, met toestemming van de FIFA. Vanaf 2005 nam de FIFA de organisatie in eigen hand. Tot 2017 won Brazilië maar liefst 14 maal het wereldkampioenschap, Portugal en Rusland werden beiden tweemaal wereldkampioen en Frankrijk een keer.

## Andere spelvormen
- Voetbal
- Zaalvoetbal
- Minivoetbal
- vrouwenvoetbal
- Tafelvoetbal